# Неєга
Неєга (нід. Nijega) — село в нідерландській провінції Фрисландія. Входить до муніципалітету Смаллінгерланд.
Його площа становить 8,75 км², а населення станом на 2021 рік складало 470 осіб.
Перша згадка про населений пункт датується 1412 роком.

## Галерея

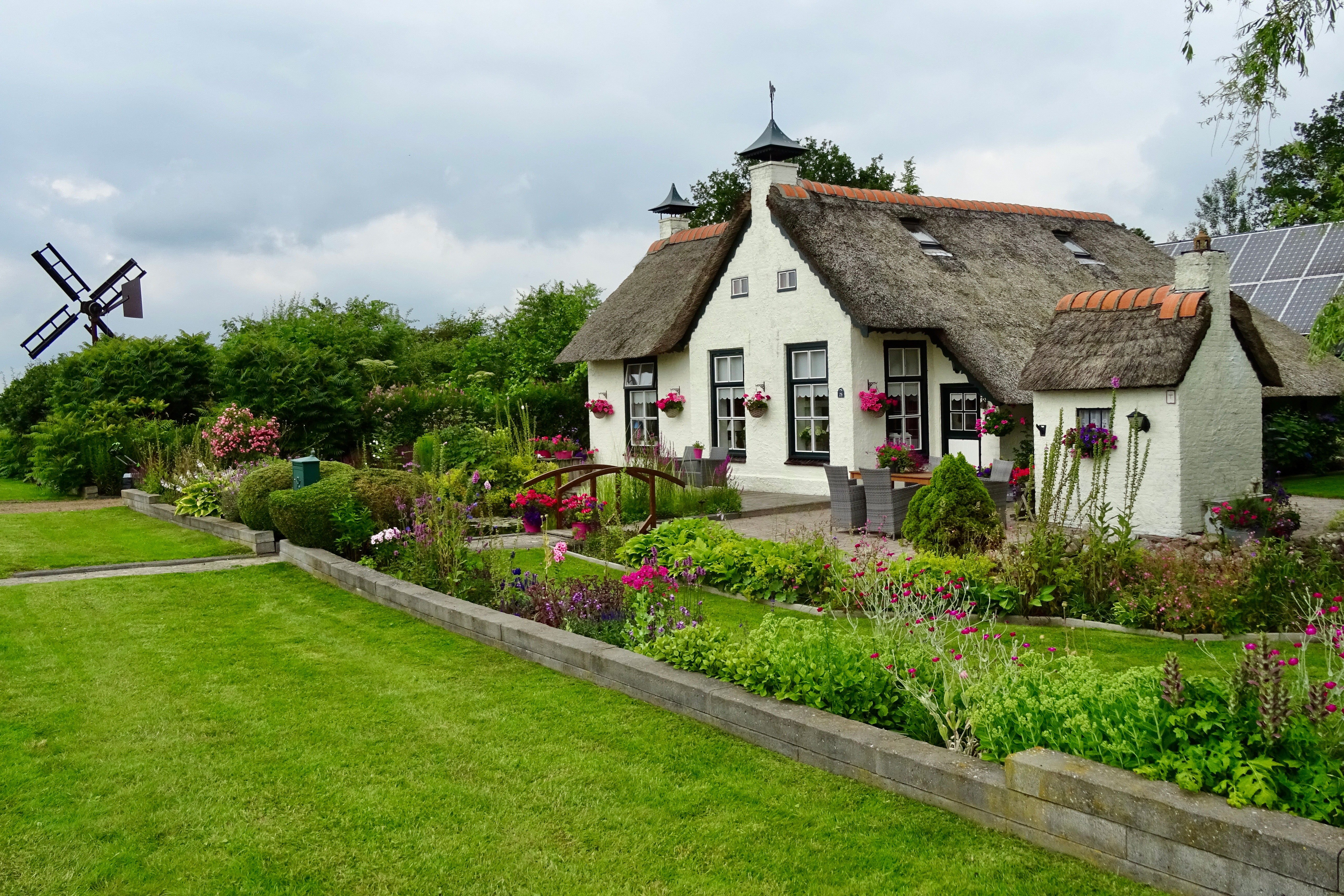
Ферма у Неєзі
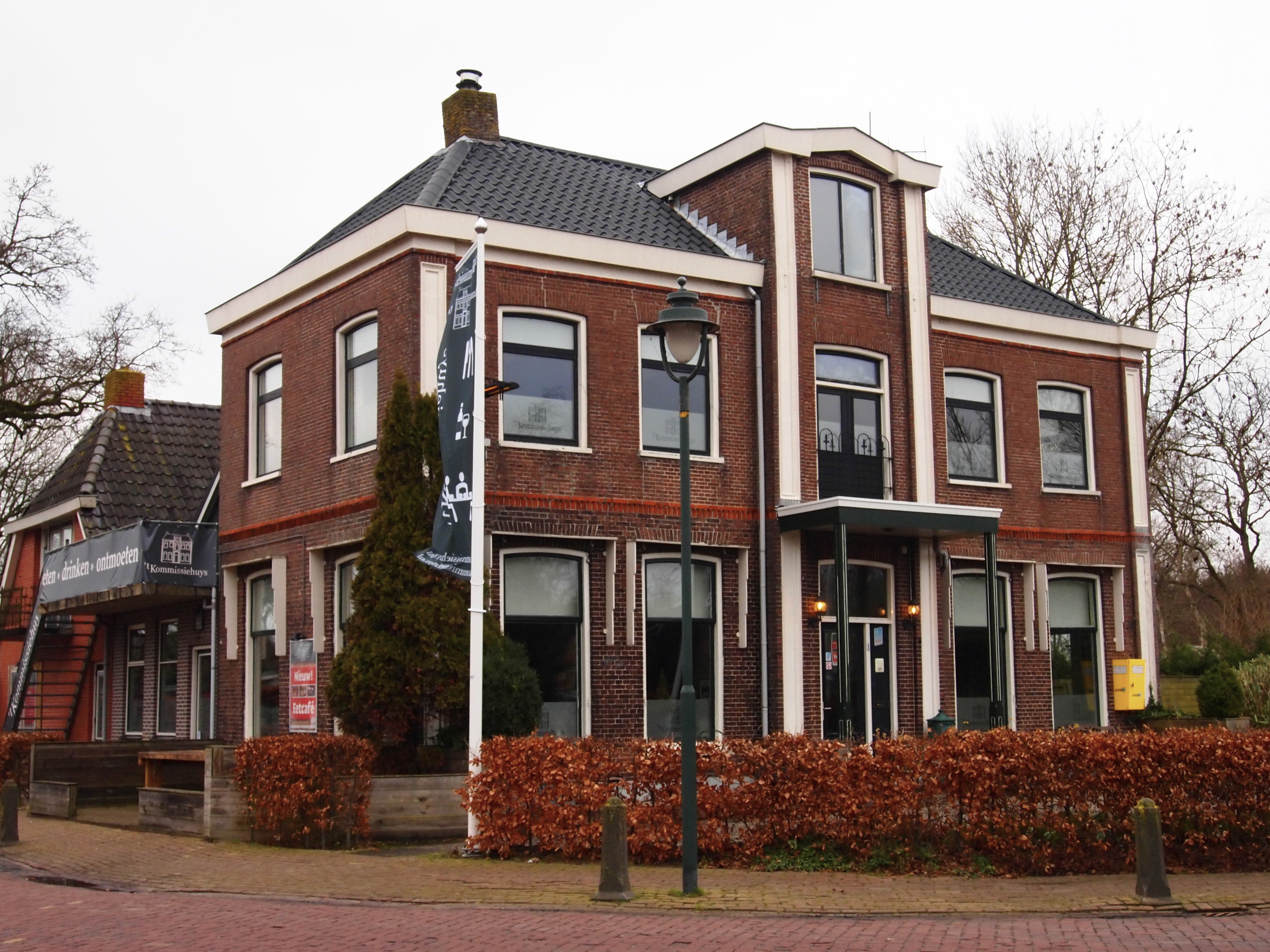
Кафе-ресторан у селі
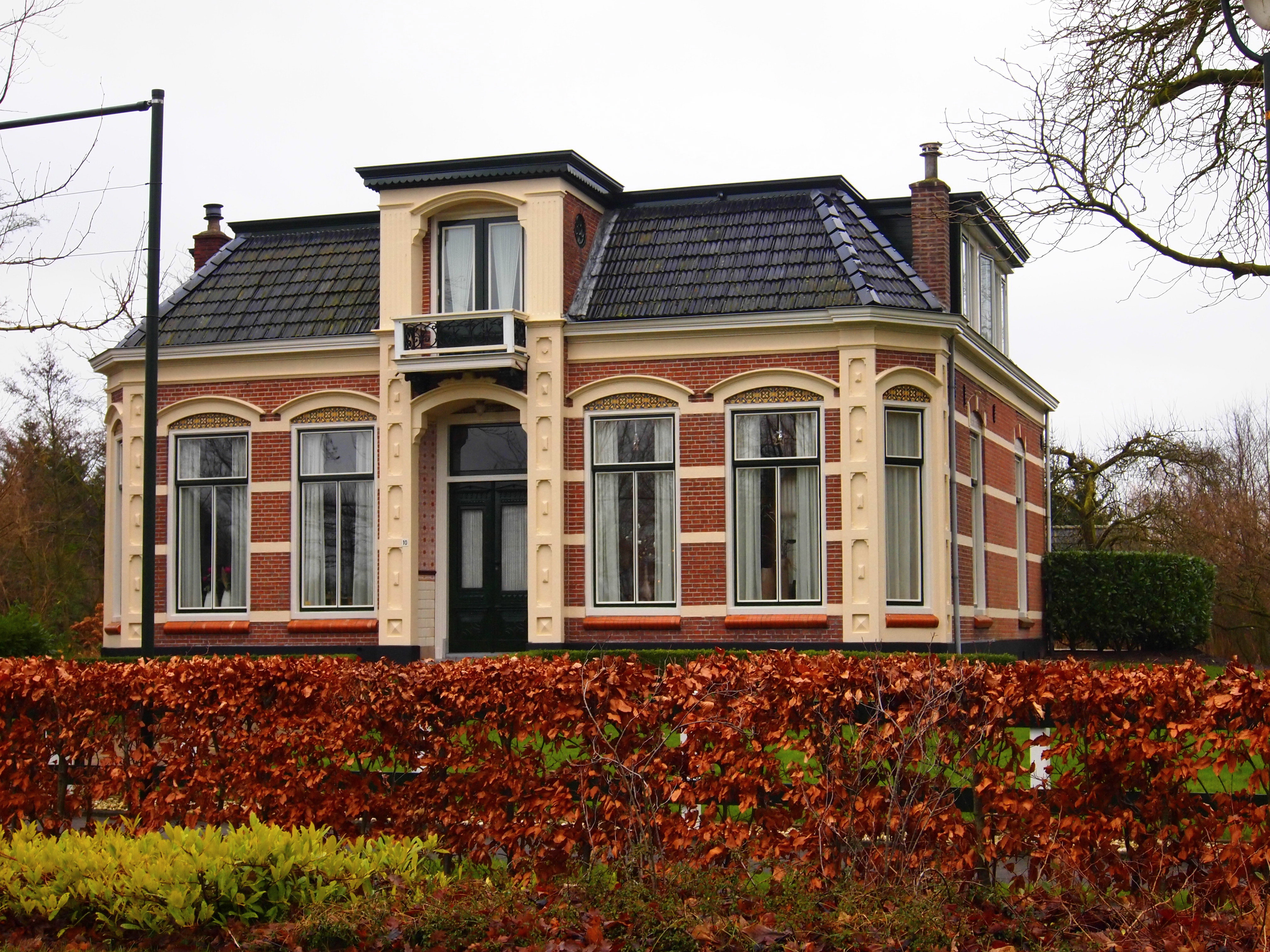
Вілла у Неєзі
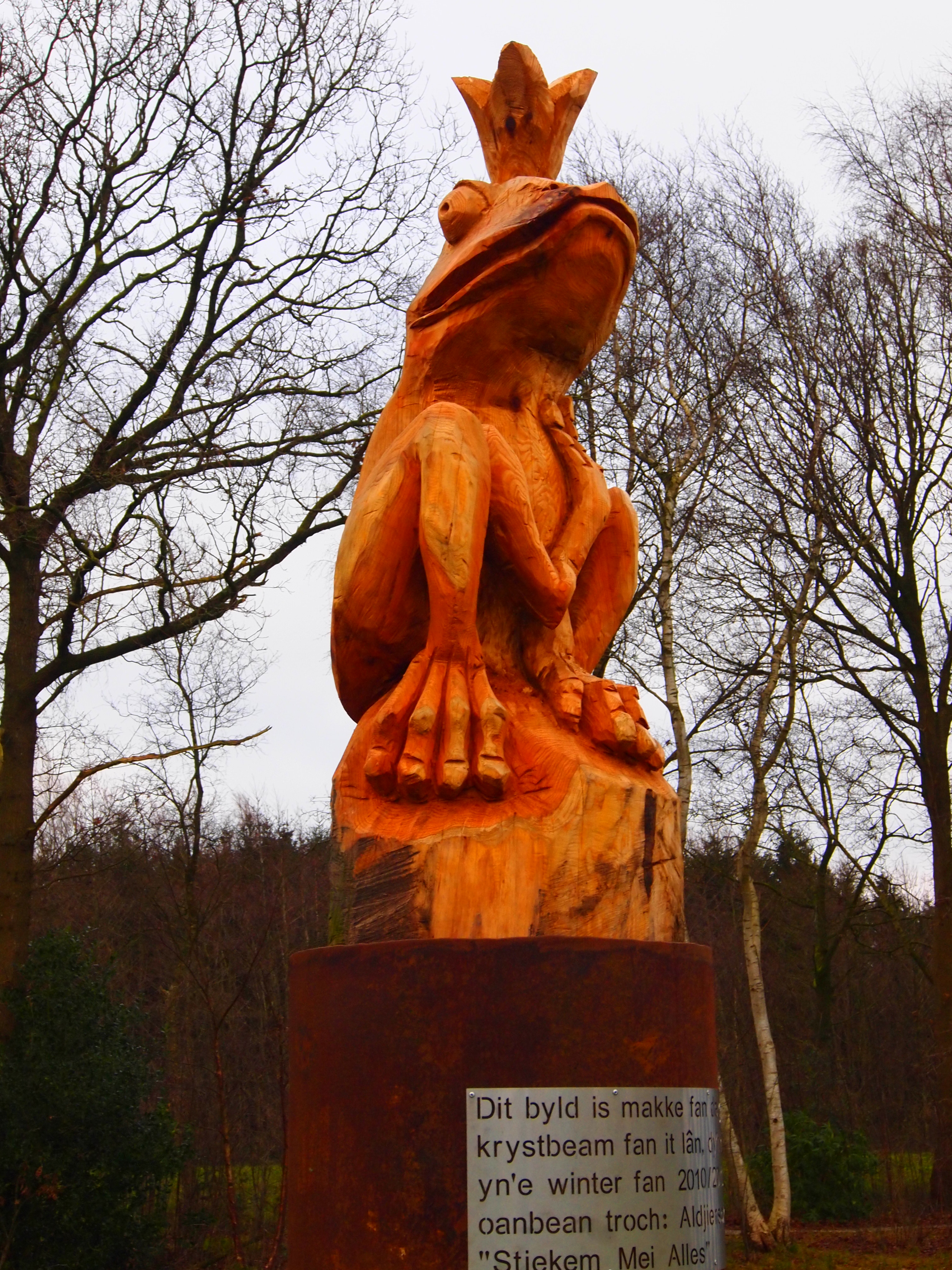
Статуя принца-жаби